# Надіївка (Каховський район)
Наді́ївка (до 2024 року — Надеждівка) — село в Україні, у Хрестівській сільській громаді Каховського району Херсонської області. Населення становить 1495 осіб. Розташована в 7 км на схід від колишнього районного центру і в 26 км від найближчої залізничної станції Каланчак.

## Історія
Перший поселенець — Зінченко Семен Тимофійович (1904 рік)[джерело?].
В 1912 році відкрилася перша школа. В одній класній кімнаті навчалися діти різного віку.
Першою вчителькою була Ганна Андріївна Лоховська.
Раз на тиждень з Чаплинки приїжджав настоятель церкви отець Ігнатій, який вчив дітей Закону божого. Всього навчалося 13 дітей. В роки Визвольних змагань школа не працювала.
Під час організованого радянською владою Голодомору 1932—1933 років померло щонайменше 4 жителі села.
У селі знаходилася центральна садиба колгоспу ім. Жданова, за було закріплено 4971 га сільськогосподарських угідь, з них 4900 га орної землі, у тому числі тисяча дев'ятсот сорок шість га зрошуваної. 71 га займають пасовища. Виробничий напрямок господарства — вирощування зернових і м'ясо-молочне тваринництво. Підсобне підприємство — пилорама.
У період після другої світової війни в селі знову відкрили школу, яку відвідувало 18 учнів.
В 1951 році школа була реорганізована у семирічну. Директором школи був Добрянський Микола Олексійович.
1959 році школа реорганізована у восьмирічну (18 вчителів та 180 учнів), Директори шкіл:
- Добрянський Микола Олексійович
- Дяченко Володимир Федотович
- Кулеш Василь Іванович
- Барановська Марія Григоріївна
- Мальченко Юрій Маркович
- Шиян Микола Іванович

1988 школа реорганізована у загальну середню І-ІІІ ступенів.
На 1 січня 2018 року в школі навчалося 195 учнів.
Консультаційний пункт районної заочної середньої школи, будинок культури з залом на 450 місць, бібліотека з книжковим фондом 5 тис. примірників, фельдшерсько-акушерський пункт, дитячі ясла-садок на 70 місць, торговий центр (магазини — промислових і продовольчих товарів, господарський), їдальня, комплексний приймальний пункт РАЙПОБУТКОМБІНАТ, відділення зв'язку, ощадкаса, АТС на 50 номерів. Є водопровід протяжністю 12 км. Є парк культури і відпочинку площею 2,5 гектара.
На фронтах Другої світової війни захищали Батьківщину 240 жителів, 90 з них загинули, 75 — за бойові подвиги нагороджені орденами і медалями.
У 1964 р в селі встановлені пам'ятники В. І. Леніну, А. А. Жданову (в даний час вже демонтовані).
На честь полеглих воїнів в 1975 році споруджено меморіал.
24 лютого 2022 року село тимчасово окуповане російськими військами під час російсько-української війни.
22 червня 2023 року рішенням №230 Національної комісії зі стандартів державної мови віднесено до списку населених пунктів, які «можуть не відповідати лексичним нормам української мови», зокрема стосуватися «російської імперської чи колоніальної політики». Громаді рекомендовано запропонувати нову назву в установленому законодавством порядку.
У селі проживає значна частина турків-месхетинців.
19 вересня 2024 року Верховна Рада підтримала перейменування села Надеждівка на Надіївка. 26 вересня 2024 року перейменування набуло чинності.

## Населення
Згідно з переписом УРСР 1989 року чисельність наявного населення села становила 1376 осіб, з яких 661 чоловік та 715 жінок.
За переписом населення України 2001 року в селі мешкало 1476 осіб.

### Мова
Розподіл населення за рідною мовою за даними перепису 2001 року:
| Мова       | Відсоток |
| ---------- | -------- |
| українська | 71,64 %  |
| російська  | 4,68 %   |
| молдовська | 0,40 %   |
| вірменська | 0,33 %   |
| угорська   | 0,27 %   |
| грецька    | 0,07 %   |
| інші       | 22,61 %  |